# Орден Стефана Великого
Орден Стефана Великого (рум. Ordinul „Ștefan cel Mare”) — государственная награда Республики Молдова. Учрежден 30 июля 1992 года Законом Республики Молдова № 1123-XII и является высшей военной наградой.

## Положение об ордене
Орденом «Стефана Великого» награждаются:
- за героический поступок и умелое руководство боевыми действиями;
- за особое мужество, проявленное при обеспечении общественного правопорядка, охране прав и свобод человека;
- за отвагу и самоотверженность, проявленные при обеспечении безопасности государства, выполнении специальных заданий;
- за другие особо важные заслуги в деле защиты свободы и независимости Республики Молдова.

## Описание знака ордена
Орден изготавливается из серебра и представляет собой звезду, образованную пучками расходящихся лучей.
Между основными лучами располагаются выпуклые лучи из серебра, на концах которых укреплены фианиты. Лучи выходят из-под серебряного круга с выступающим ободком. В центре круга — рельефное погрудное изображение Стефана Великого. Фон круга покрыт белой эмалью.
По краю круга, идет выпуклая позолоченная надпись «Stefan cel Mare». Портретный рельеф оксидируется.
Диаметр ордена между концами лучей — 45 мм.
Орден имеет на оборотной стороне нарезной штифт с гайкой для крепления к одежде.
Орден Стефана Великого изготавливается по эскизу художника-геральдиста Семёна Одайника, которому принадлежат также эскизы сотен других медалей и памятных знаков Молдовы.

## Коллективные вручения
1. Бригада полиции особого назначения «Fulger» Министерства внутренних дел (5 декабря 2011)[1][2].
2. Академия полиции имени Стефана Великого[рум.] (5 марта 2012)[3].
3. Национальный центр по борьбе с коррупцией (6 июня 2017)[4].
4. Служба государственной охраны (24 января 2019)[5].